# عندما يأتي المساء (فلم)
عندما يأتي المساء هو فيلم مصري عرض عام 1985، بطولة فريد شوقي وسناء جميل، من تأليف محسن زايد ومن إخراج هاني لاشين.

## قصة الفيلم
يخرج أحد كبار الموظفين على المعاش، ويعيش مع زوجته بعد زواج أبناءهما، وهما مختلفان في الطباع؛ حيث إن الزوج بسيط، يحب الدعابة والأصدقاء، والزوجة متسلطة، تحب المظاهر. ترث الزوجة قصراً من أحد أقاربها، وتصر على العيش فيه، لكن الزوج يرفض ويصمم على البقاء في منزله؛ مما يسبب خلافات بينهما والتي يساعد على تقليلها إصابة الزوج بأزمة صحية، تدفع الجميع بما فيهم الزوجة للالتفاف حوله.

## طاقم التمثيل
- فريد شوقي: (عبد الهادي)
- سناء جميل: (زينب)
- منى جبر: (نشوى)
- سناء يونس: (ضيفة الفيلم)
- أحمد بدير: (ضيف الفيلم)
- سناء شافع: (توفيق)
- إبراهيم الشامي
- عبد العظيم عبد الحق: (أنطوان)
- سمير الملا
- سميحة محمد
- محمد عبد السلام
- نبوية السيد
- نبوية سعيد
- بدر نوفل
- محسن زايد: (الطبيب)
- أحمد عبد الهادي
- مصطفى كمال
- محمود لاشين: (طفل)

## فريق العمل
- إخراج: هاني لاشين
- تأليف: محسن زايد
- مدير التصوير: محسن أحمد
- مونتاج: عادل منير
- إنتاج: أفلام مصر العربية (واصف فايز)
- توزيع: جيميني 85